# 软鳍金线鲃
软鳍金线鲃（学名：Sinocyclocheilus malacopterus，又譯軟鰭金線魮）为輻鰭魚綱鯉形目鲤科金线鲃属的其中一種鱼类，體長可達16.7公分。分布於亞洲中國南盘江及其支流等，主要生活于水库以及龙潭与溶洞相通的水体。该物种的模式产地在罗平、沾益。

## 扩展阅读
維基物種上的相關：软鳍金线鲃